# Bistum Santa Cruz do Sul
Das Bistum Santa Cruz do Sul (lateinisch Dioecesis Sanctae Crucis in Brasilia, portugiesisch Diocese de Santa Cruz do Sul) ist eine in Brasilien gelegene römisch-katholische Diözese mit Bischofssitz in Santa Cruz do Sul im Bundesstaat Rio Grande do Sul.

## Geschichte
Das Bistum Santa Cruz do Sul wurde am 20. Juni 1959 durch Papst Johannes XXIII. mit der Apostolischen Konstitution Quandoquidem Servatoris aus Gebietsabtretungen des Erzbistums Porto Alegre errichtet und diesem als Suffraganbistum unterstellt. Am 13. April 2011 wurde das Bistum dem Erzbistum Santa Maria als Suffragan unterstellt.

## Bischöfe von Santa Cruz do Sul
- Alberto Frederico Etges, 1959–1986
- Aloísio Sinésio Bohn, 1986–2010
- Canísio Klaus, 2010–2016, dann Bischof von Sinop
- Aloísio Alberto Dilli OFM, 2016–2024
- Itacir Brassiani MSF, seit 2024